# بنجامین رسن
بنجامین رسن (انگلیسی: Benjamin M. Rosen؛ زادهٔ ۱۱ مارس ۱۹۳۳) از اهالی کسب‌وکار اهل ایالات متحده آمریکا است.
وی همچنین برندهٔ جوایزی همچون مدال مؤسسان انجمن مهندسان برق و الکترونیک شده‌است.